# Nonagria albipuncta
Nonagria albipuncta är en fjärilsart som beskrevs av Bang-haas 1927. Nonagria albipuncta ingår i släktet Nonagria och familjen nattflyn. Inga underarter finns listade i Catalogue of Life.